# Armoriale dei comuni della provincia di Cosenza
Questa pagina contiene le armi (stemmi e blasonature) dei comuni della provincia di Cosenza.
| Stemma                                                | Comune e blasonatura | Gonfalone                  |
| ----------------------------------------------------- | --- | -------------------------- |
|                                                       | Acquaformosa D'argento a due fasce ondate d'azzurro, col capo di rosso carico dell'aquila bicipite di nero coronata dell'elmo di Skanderbeg di oro. Ornamenti esteriori da Comune. D.P.R. del 19 gennaio 1960, trascritto nel Registro Araldico dell'Archivio Centrale dello Stato il 5 agosto 1960 Gonfalone: Drappo troncato di bianco e di rosso… |                            |
|                                                       | Acquappesa D'azzurro, alla fontana d'argento, di due bacini zampillante. Ornamenti esteriori da comune. D.P.R. del 9 aprile 1955, trascritto nel Registro Araldico dell'Archivio Centrale dello Stato il 17 gennaio 1956 Gonfalone: Drappo di azzurro… |                            |
|                                                       | Acri D'azzurro, a tre monti al naturale, uscenti dalla punta, sormontati da tre stelle (6) d'argento poste in fascia. Ornamenti esteriori da Comune. D.P.C.M. del 30 agosto 1952, trascritto nei Registri dell'Ufficio Araldico il 3 settembre 1952 Gonfalone: Drappo di rosso… |                            |
|                                                       | Aiello Calabro Gonfalone: Drappo di verde… DPR del 23 giugno 1983 |                            |
| Stemma precedentemente in uso                         | Aieta Blasonatura dello stemma precedentemente in uso: Di azzurro, al monte di argento di tre cime; cimato dall'aquila al naturale sorante. Gonfalone: Drappo di rosso… D.P.R. del 22 gennaio 2016 |                            |
|                                                       | Albidona D'azzurro, ad un sole d'oro uscente dal capo e al monte di tre cime d'argento uscente dalla punta. Ornamenti esteriori da Comune. D.P.R. del 25 settembre 1980, trascritto nel Registro Araldico dell'Archivio Centrale dello Stato 6 novembre 1980 Gonfalone: Drappo partito di bianco e di giallo… |                            |
|                                                       | Alessandria del Carretto Di rosso alla fascia in divisa d'argento, caricata dallo scudetto d'azzurro: sopraccaricato dalla croce patente, scorciata, biforcata, d'oro e sormontato dalla corona d'oro sostenente otto globetti dello stesso (cinque visibili), accompagnata da cinque pigne d'oro, tre in capo, due in punta, ordinate in fascia. Ornamenti esteriori da Comune. D.P.R. del 15 luglio 1983, trascritto nel Registro Araldico dell'Archivio Centrale di Stato il 4 novembre 1983 Gonfalone: Drappo partito di bianco e di azzurro… |                            |
|                                                       | Altilia Di nero, alla torre d'argento, mattonata e aperta del campo, merlata di cinque alla guelfa, rondata in punta. Ornamenti esteriori da Comune. D.P.R. del 17 aprile 1990, trascritto nel Registro Araldico dell'Archivio Centrale dello Stato il 3 settembre 1990 Gonfalone: Drappo di bianco… |                            |
|                                                       | Altomonte |                            |
|                                                       | Amantea Su campo d'azzurro, una torre d'oro, murata di nero, chiusa d'oro, fondata sulla pianura verde, torricellata di tre pezzi, la torricella centrale più alta e più larga e finestrata di due del campo, le torricelle laterali finestrate di uno, dello stesso, ogni torricella merlata di tre alla guelfa; la torre sormontata dalla corona regia all'antica con cinque fiori trifogliati, visibili, sostenuti da punte, alternati da quattro sferette visibili, sostenute da punte, il tutto d'oro. Sotto lo scudo, su lista bifida e svolazzante di azzurro, il motto, in lettere maiuscole di nero 'Nobilis Fidelissima Regibus'. Ornamenti esteriori da città. D.P.R. del 5 giugno 2001, trascritto nel Registro Araldico dell'Archivio Centrale dello Stato il 5 settembre 2001 Gonfalone: Drappo di giallo con bordatura d'azzurro, riccamente ornato di ricami d'oro, con caricato al centro lo stemma del comune. |                            |
|                                                       | Amendolara Di rosso, al mandorlo d'oro, nodrito sulla cima centrale di un monte, fondato in punta di tre cime, a foggia tedesca, d'argento. Ornamenti esteriori da Comune. D.P.R. del 31 dicembre 1985, trascritto nel Registro Araldico dell'Archivio Centrale dello Stato 24 marzo 1986 |                            |
|                                                       | Aprigliano Un vegliardo, che rappresenta il dio Crati della mitologia greco-romana, disteso sul letto del fiume e con sullo sfondo le montagne che circondano il paese, il comune ha anche uno stemma ufficiale (D.P.R. del 24 febbraio 1979) così blasonato: d'azzurro al San Sebastiano di carnagione, coperto da un perizoma di bianco, legato ad un tronco d'albero in sbarra e trafitto da cinque frecce di nero. Ornamenti esteriori da Comune. D.P.R. del 24 febbraio 1979, trascritto nel Registro Araldico dell'Archivio Centrale dello Stato 11 aprile 1979 Gonfalone: Drappo d'azzurro… |                            |
|                                                       | Belmonte Calabro Campo di cielo, ai tre colli aguzzi, al naturale, cimati, i due laterali, da due torri cilindriche, aperte e finestrate di nero, merlate alla guelfa. Al centro un ramo di palma, in banda alzata, di verde. |                            |
|                                                       | Belsito D'azzurro, al gallo ardito, policromo al naturale, crestato e barbato di rosso sostenuto dalla Pianura di verde. Ornamenti esteriori da Comune. D.P.R. del 24 aprile 2000, trascritto nel Registro Araldico dell'Archivio Centrale dello Stato 11 maggio 2000 Gonfalone: Drappo di rosso… |                            |
|                                                       | Belvedere Marittimo D'azzurro, al leone al naturale, con una banda d'argento attraversante. Ornamenti esteriori da Comune. D.P.C.M. del 4 agosto 1931, trascritto nei registri della Consulta Araldica 4 agosto 1931 Gonfalone: Drappo di azzurro… R.D. del 15 gennaio 1932 |                            |
|                                                       | Bianchi D'argento, alla fascia ondata di azzurro raffigurante: sopra sette stelle dello stesso colore, di cui cinque disposte in scaglione, la superiore più grande e due poste ai contorni del capo; sotto da tre monti di colore verde al naturale, il mediano più alto, fondati nella punta. D.P.R. del 20 dicembre 1957 Gonfalone: Drappo partito di bianco e d'azzurro, riccamente ornato di ricami d'argento e caricato dello stemma con l'iscrizione in argento: Comune di Bianchi. |                            |
| Stemma secondo blasone                                | Bisignano D'azzurro, al cavallo d'argento inalberato su campagna di verde. Ornamenti esteriori come da Città. D.P.R. del 6 febbraio 1978, trascritto nel Registro della Consulta Araldica il 7 aprile 1978 Gonfalone: Drappo partito di bianco e d'azzurro riccamente ornato di ricami d'oro e caricato dallo stemma sopra descritto con la iscrizione centrata in oro "Città di Bisignano". |                            |
|                                                       | Bocchigliero Di rosso, al pino d'Italia verde, fustato al naturale, nodrito nella pianura d'oro, sostenuto dal leone d'oro, con la zampa posteriore sinistra appoggiata sulla pianura. D.P.R. 21 novembre 1996, trascritto nel Registro Araldico dell'Archivio Centrale di Stato il 4 dicembre 1996 Gonfalone: Drappo di verde… |                            |
|                                                       | Bonifati D'argento, all'aquila di nero, armata e rostrata di d'oro, illuminata di rosso. D.P.R. del 23 marzo 1978, trascritto nel Registro Araldico dell'Archivio Centrale dello Stato il 22 novembre 1978 Gonfalone: Drappo troncato di bianco e di giallo riccamente ornato di ricami d'argento e caricato dello stemma con la iscrizione centrale di argento: Comune di Bonifati. |                            |
|                                                       | Buonvicino |                            |
|                                                       | Calopezzati Troncato: il PRIMO, d'oro, ai tre colli all'italiana, isolati, fondati sulla linea di partizione, di verde, il colle centrale più alto e più largo; il SECONDO, d'azzurro, mareggiato d'argento, a tre pesci, posti in banda e ordinati in fascia, d'oro. Ornamenti esteriori da Comune. D.P.R. del 9 gennaio 2001, trascritto nel Registro Araldico dell'Archìvio Centrale dello Stato il 17 febbraio 2001 Gonfalone: Drappo di verde… |                            |
|                                                       | Caloveto D'oro, alla vite al naturale, nodrita in punta a sinistra, piegata a semicerchio, fruttata di un grappolo d'uva di porpora, centrale, pampinosa di sette pampini di verde, tre posti superiormente, tre inferiormente, il settimo posto a destra sulla sommità della vite, il tutto accompagnato da tre colli all'italiana, uniti, fondati in punta, il colle centrale più alto e più largo, di verde. Ornamenti esteriori da Comune D.P.R. dell'11 settembre 1996, trascritto nel Registro Araldico dell'Archivio Centrale dello Stato il 10 ottobre 1996 Gonfalone: Drappo troncato di verde e di giallo… |                            |
|                                                       | Campana D'azzurro, alla campana d'argento, con la corona costituita da due delfini uniti per le code, attagliata di nero. Ornamenti esteriori da Comune. D.P.R. del 24 ottobre 1984, trascritto nel Registro Araldico dell'Archivio Centrale dello Stato il 27 febbraio 1985 |                            |
|                                                       | Canna Di rosso, alla fontana d'argento, isolata, formata da due vasche circolari, una sopra l'altra, sostenute da due fusti centrali, il fusto inferiore munito di base allargata circolare, la vasca superiore più piccola e zampillante di due getti d'acqua, di azzurro, ricadente nella vasca inferiore, essa fontana accompagnata nei fianchi da quattro canne di verde, recise, fogliate dello stesso, poste in palo, due e due. Ornamenti esteriori da Comune. D.P.R. del 17 aprile 1990, trascritto nel Registro Araldico dell'Archivio Centrale dello Stato il 3 settembre 1990 |                            |
|                                                       | Cariati Di cielo, al colle all'italiana di verde, accompagnato da due simili colli, più bassi e più stretti, uno a destra l'altro a sinistra, quest'ultimo sostenente la quaglia sorante, al naturale; essi colli fondati sulla pianura di azzurro, mareggiata di argento; il tutto accompagnato nel canton destro del capo dalla cometa di sette raggi e con la coda ondeggiante in palo all'ingiù, d'oro. Ornamenti esteriori da Comune. D.P.R. del 25 marzo 2009 Gonfalone: Drappo di giallo… |                            |
|                                                       | Carolei Gonfalone: Drappo di azzurro… |                            |
|                                                       | Carpanzano D'azzurro, a quattro scogli sorgenti da uno specchio d'acqua, alimentato da una cascata uscente dal fianco sinistro dello scudo, il tutto al naturale. Ornamenti esteriori da Comune. D.P.R. del 17 gennaio 1967, trascritto nel Registro Araldico dell'Archivio Centrale dello Stato il 30 marzo 1967 |                            |
|                                                       | Casali del Manco Campo di cielo, alla pianta sradicata di dodici margherite, poste a ventaglio, sei per lato, il tutto d'oro, il gambo centrale cimato una rosa di rosso, bottonata d'oro, punteggiata di verde, essa pianta legata, nella parte inferiore, da un cordoncino di rosso e sostenuta dalla vetta di un monte al naturale, movente dalla punta; alla filiera d'oro. Sotto lo scudo su lista bifida svolazzante d'oro, il motto a lettere maiuscole di nero, UNIVERSITAS CASALIUM. Ornamenti esteriori da Comune.» Gonfalone: Drappo di bianco, bordato di giallo. DPR del 25 agosto 2020 |                            |
|                                                       | Cassano all'Ionio D'azzurro, al liocorno d'oro. (Capo del Littorio). Ornamenti esteriori da Comune D.C.G. del 9 marzo 1935, trascritto nei registri della Consulta Araldica il 13 marzo 1935 Gonfalone: Drappo di giallo… |                            |
|                                                       | Castiglione Cosentino D'argento, a tre torri di rosso, murate di nero, prive di merli, le torri laterali chiuse di nero, munite di doppio cordolo a mezza altezza, finestrate di due in fascia nella parte supcriore, di nero, cimate dalla corona d'oro di tre punte visibili, ogni punta sorreggente la perla al naturale, la torre centrale, più alta, chiusa di nero, forata di due in fascia sopra la porta, dello stesso, munita di cordolo a un terzo dell'altezza, finestrata di due in fascia nella parte superiore, di nero, cimata dalla corona d'oro di cinque punte visibili, ogni punta sorreggente la perla al naturale: esse torri accompagnate in capo da tre stelle di sei raggi, di verde, ordinate in fascia. Ornamenti esteriori da comune. D.P.R. del 6 agosto 1988, trascritto nel Registro Araldico dell'Archivio Centrale dello Stato il 5 ottobre 1988 Gonfalone: Drappo spaccato di verde e di rosso… |                            |
|                                                       | Castrolibero D'oro, ai due anatroccoli al naturale, posti l'uno sull'altro. ornamenti esteriori da Comune. D.P.C.M. dell'11 settembre 1958, trascritto nei registri dell'Ufficio araldico il 29 ottobre 1958 |                            |
|                                                       | Castroregio Di rosso, al castello d'oro, murato di nero, merlato alla guelfa, le due torri di tre, il fastigio di sette, il castello finestrato con quattro finestrelle tonde, di nero, due nelle torri, due sotto il fastigio ordinate in fascia, chiuso dello stesso, fondato sulla pianura di verde, esso castello sormontato dall'aquila bicipite di nero, allumata di rosso. Ornamenti esteriori da Comune. D.P.R. del 20 novembre 2000, trascritto nel Registro Araldico dell'Archivio Centrale dello Stato il 25 novembre 2000 |                            |
|                                                       | Castrovillari Di azzurro, alla muraglia di argento, murata di nero, uscente dai fianchi e fondata in punta, merlata alla guelfa di otto, munita di porta centrale, di nero, accompagnata da due finestrelle rotonde, una a destra, l'altra a sinistra, dello stesso, essa muraglia sostenente il castello di argento, murato di nero, formato dal corpo basamentale, trapezoidale, sostenente tre torri merlate alla guelfa, le torri laterali merlate di tre, finestrate di uno con finestre larghe e basse, di nero, la torre centrale, più alta e più larga, merlata di quattro, unita con raccordo concavo alle torri laterali, finestrata con finestra alta e stretta, di nero. Ornamenti esteriori da città. D.P.R. del 7 aprile 1994, trascritto nel Registro Araldico dell'Archivio Centrale dello Stato il 25 aprile 1994 Gonfalone: Drappo di bianco… |                            |
|                                                       | Celico Di azzurro, all'Arcangelo Michele, in maestà, la testa inclinata in sbarra, il viso, le braccia, le gambe di carnagione, capelluto d'oro, le ali di argento, la corazza dello stesso, la corta tunica di verde, gli stivali d'oro, munito di manto a guisa di grande sciarpa, avvolgente il braccio sinistro e svolazzante a destra, di rosso, la corazza ornata dal balteo d'oro scendente dalla spalla destra al fianco sinistro, l'Arcangelo tenente con la mano destra alzata la spada di argento, posta in banda alzata, con la punta all'ingiù, con la mano sinistra la bilancia di due coppe, d'oro, l'Arcangelo calpestante con il piede sinistro la testa del diavolo prono, posto in banda, la testa all'ingiù, il viso, il collo, il dorso, le braccia di carnagione, dalla cintola in giù serpentiforme di verde, le ali di pipistrello, dello stesso, capelluto e barbuto di nero, il diavolo sostenuto dal colle centrale del monte alla tedesca di tre colli, di verde, esso monte infiammato di rosso, fondato in punta. Ornamenti esteriori da Comune. D.P.R. del 3 ottobre 2005 Gonfalone: Drappo di bianco con la bordatura di azzurro… |                            |
|                                                       | Cellara D'azzurro, alle cinque montagne di verde, tre montagne fondate in punta, quella centrale con i declivi parzialmente celati dalle montagne laterali, le altre due, più esigue, alternate alle tre montagne maggiori e fondate sui declivi, la montagna centrale cimata dalla grande croce latina, d'oro. Ornamenti esteriori da Comune. D.P.R. dell'8 settembre 2000, trascritto nel Registro Araldico dell'Archivio Centrale dello Stato il 4 ottobre 2000 |                            |
|                                                       | Cerchiara di Calabria Scudo in campo azzurro e bianco con fascia trasversale color rosso indicante la fiamma; il cervo a ridosso del monte Sellaro simboleggia la storia della Vergine delle Armi e la stella un miraggio; la quercia simboleggia il nome della fondazione di Cerchiara, antica Querciara, e lo sfondo il castel del Duca di Monteleone; la iniziale "Q" rappresenta la prima lettera dell'antico nome di Cerchiara. Art. 4 c. 2 dello Statuto comunale Gonfalone: Drappo di azzurro… |                            |
|                                                       | Cerisano Troncato, al PRIMO d'azzurro alla torre merlata di quattro pezzi, sormontata da una corona, all'antica, accostata da due torri minori, il tutto d'oro; al SECONDO scaccato d'oro e d'azzurro. Lo scudo sarà fregiato dalla Corona di Comune. Decreto del 22 luglio 1913 Gonfalone: Drappo di azzurro… |                            |
|                                                       | Cervicati Cervo collocato su tre colline e corona in alto. Tratto dallo statuto comunale Gonfalone: Drappo d'azzurro… |                            |
|                                                       | Cerzeto Di rosso all'albero d'argento, nodrito sulla cima centrale di tre monti all'italiana d'oro. Ornamenti esteriori da Comune. D.P.C.M. del 10 giugno 1977, trascritto nel Registro Araldico dell'Archivio Centrale dello Stato il 20 luglio 1977 Gonfalone: Drappo bianco riccamente ornato di ricami d'argento e caricato dello stemma, con la iscrizione centrata in argento: Comune di Cerzeto. Le parti di metallo ed i cordoni saranno argentati. L'asta verticale sarà ricoperta di velluto bianco con bullette argentate poste a spirale. Nella freccia sarà rappresentato lo stemma del Comune e sul gambo inciso il nome. Cravatta e nastri tricolorati dai colori nazionali frangiati d'argento. |                            |
|                                                       | Cetraro Mitria le cui falde riportano la scritta: “Civitas Citrarii”, sovrastante uno scudo, con fondo d'argento e suddiviso in due parti raffiguranti: a sinistra, una pianta di cedro ed a destra un pastorale. Tratto dallo statuto comunale. Gonfalone: Drappo di azzurro… |                            |
|                                                       | Civita D'argento, al cervo al naturale (rosso), fermo su terreno collinoso, in cui sono nutriti ciuffi di frasche, il tutto di verde al naturale. Ornamenti esteriori da Comune. D.P.R. del 29 maggio 1981, trascritto nel registro Araldico dell'Archivio Centrale dello Stato l'8 settembre 1981 Gonfalone: Drappo di bianco… |                            |
|                                                       | Cleto Partito semitroncato: nel Primo, di rosso, al leone d'oro, allumato e linquato di rosso, rivoltato; nel Secondo, di verde, alla torre d'oro, murata di nero, finestrata e chiusa dello stesso, merlata alla guelfa di sei fondata sulla linea di partizione: nel Terzo, di azzurro, alle tre fasce di oro. Ornamenti esteriori da Comune D.P.R. 21 aprile 1999, trascritto nel Registro Araldico dell'Archivio Centrale dello Stato il 20 maggio 1999 Gonfalone: Drappo di giallo… |                            |
|                                                       | Colosimi D'azzurro, ad una montagna di verde caricata da una strada d'argento uscente da un mare ondato d'argento posto in punta; la montagna è sormontata da abeti al naturale, da una colomba in volo e da tre stelle d'argento male ordinate. Sotto lo scudo, su lista d'azzurro con le estremità bifide svolazzanti, la legenda in caratteri maiuscoli d'oro: Communi Beneficio Breve Iter Mimi. Ornamenti esteriori da Comune. D.P.R. del 2 marzo 1981, trascritto nel Registro Araldico dell'Archivio Centrale dello Stato il 12 maggio 1981 Gonfalone: Drappo di bianco… |                            |
|                                                       | Corigliano-Rossano |                            |
|                                                       | Cosenza Di verde, al monte all'italiana di sette cime d'oro. Ornamenti esteriori da Città. D.C.G. del 24 aprile 1941, trascritto nel Libro Araldico degli Enti Morali al vol. II, p. 711 Gonfalone: Drappo di azzurro… |                            |
|                                                       | Cropalati Gonfalone: Drappo di azzurro… |                            |
|                                                       | Crosia D'azzurro alla quercia di verde nodrita al naturale ed accostata da due torri d'argento, ciascuna merlata di tre alla guelfa, murata, aperta e finestrata di nero, il tutto piantato e fondato sulla campagna di verde caricata del motto CRESIS FECIT NOMEN MEUM in caratteri maiuscoli d'oro posti su due righe. Il tronco della quercia addestrato dal grappolo d'uva nera e sinistrato dal covone di spighe di grano d'oro legato dello stesso poggiante sulla campagna. Ornamenti esteriori da Comune. Gonfalone: Drappo partito di bianco e d'azzurro… |                            |
|                                                       | Diamante Di rosso, al diamante faccettato al naturale, prospettato lateralmente, sopportante a sinistra un uccellino nell'atto di beccare un granello poggiato sul diamante stesso, l'uno e l'altro d'oro; [al Capo del Littorio: Di rosso (porpora) al Fascio Littorio, d'oro, circondato da due rami di quercia e d'alloro, annodati da un nastro dai colori nazionali]. Ornamenti esteriori da Comune. DCG del 6 agosto 1935, trascritto nei Registri della Consulta Araldica il 7 agosto 1935 Gonfalone: Drappo di azzurro… |                            |
|                                                       | Dipignano Di rosso, alla pigna d'oro. Ornamenti esteriori da Comune. DPR n. 3207 del 19 luglio 1989, trascritto nel Registro Araldico dell'Archivio Centrale dello Stato 5 settembre 1988 Gonfalone: Drappo partito di bianco e di rosso… |                            |
|                                                       | Domanico Troncato: il 1° d'azzurro, alla casa d'argento, chiusa, finestrata di uno e murata di nero, fondata sulla partizione, sostenuta da due leoni controrampanti d'oro e sormontata a destra da una stella d'argento, raggiata di sei, a sinistra da un trifoglio d'oro; il 2° d'argento, al busto di una fanciulla di carnagione, uscente da un mare d'azzurro nella punta e afferrante con le mani un serpente a due teste di verde. Ornamenti esteriori da Comune. Gonfalone: Drappo troncato di bianco e d'azzurro riccamente ornato di ricami d'argento e caricato dello stemma sopra descritto con la iscrizione centrata in argento: Comune di Domanico. Le parti di metallo ed i cordoni saranno argentati. L'asta verticale sarà ricoperta di velluto dei colori del drappo alternati con bullette argentate poste a spirale. Nella freccia sarà rappresentato lo stemma del Comune e sul gambo inciso il nome. Cravatta e nastri tricolorati dai colori nazionali frangiati d'argento. DPR n. 1533 del 18 maggio 1976 |                            |
|                                                       | Fagnano Castello Gonfalone: Drappo di azzurro… |                            |
|                                                       | Falconara Albanese |                            |
|                                                       | Figline Vegliaturo Troncato: il primo, di azzurro, alla stella di otto raggi d'oro; il secondo, d'oro, ai cinque colli all'italiana, uniti, fondati in punta, di verde, il colle centrale più alto, i colli primo e secondo digradanti in sbarra, i colli quarto e quinto digradanti in banda. Ornamenti esteriori da Comune. Gonfalone: Drappo di giallo con la bordatura d'azzurro… DPR del 2 aprile 2001 |                            |
|                                                       | Firmo D'argento, alla torre di rosso, mattonata, chiusa e finestrata di nero, munita di marcapiano, merlata alla guelfa di quattro. Ornamenti esteriori da Comune. DPR del 4 agosto 1986, trascritto nel Registro Araldico dell'Archivio Centrale dello Stato il 12 gennaio 1987 Gonfalone: Drappo partito di bianco e di rosso… |                            |
|                                                       | Fiumefreddo Bruzio |                            |
|                                                       | Francavilla Marittima |                            |
|                                                       | Frascineto Semitroncato partito: nel Primo d'argento al guerriero albanese vestito di verde, impugnante con la destra una scimitarra di oro e con la sinistra una croce del Calvario dello stesso; nel Secondo di rosso alla corona ducale d'oro: nel Terzo di cielo, all'albero di mandorlo fiorito al naturale, nodrito su una montagna di verde uscente dalla punta, accollato da una vite, pure di verde, pampinosa di due e fruttata di quattro d'argento. Ornamenti esteriori da Comune. D.P.R. (firmato Saragat, controfirmato Colombo) in data 13 agosto 1970, registrato alla Corte dei Conti il 23 ottobre 1970, registro n. 7, foglio della Presidenza n. 303, trascritto sul registro dell'Ufficio Araldico il 20 ottobre 1970, pagina 51 nonché trascritto nel registro araldico dell'Archivio Centrale dello Stato il 5 novembre 1970. Gonfalone: Drappo partito di azzurro e di rosso… |                            |
|                                                       | Fuscaldo Uno scudo, riquadrato in oro, in cui giganteggia un'aquila, poggiante su un capitello di stile dorico. Essa ha le ali appena dispiegate con il capo rivolto verso destra in alto e lo sguardo proiettato verso una stella a cinque punte. Sopra lo scudo si evidenzia una maestosa corona raffigurante un antico castello caratterizzato da tre torri ed il portale di ingresso. In basso, infine, si legge la scritta in oro di carattere romano classico "Universitas Fuscalidi". |                            |
|                                                       | Grimaldi D'oro, al medaglione ellittico, di rosso, con la bordatura diminuita, d'azzurro, caricato da tre montagne di verde, fondate in punta e uscenti dai fianchi, la montagna centrale con i declivi intieramente visibili, le montagne laterali con i declivi in banda e in sbarra parzialmente celati dalla montagna centrale, esse montagne sormontate dalla corona con il cerchio d'oro, ornato da gemme di azzurro e di rosso, e con cinque perle al naturale, visibili, sostenute da altrettante punte d'oro. Ornamenti esteriori da Comune. D.P.R. del 21 aprile 1999, trascritto nel Registro Araldico dell'Archivio Centrale dello Stato il 20 maggio 1999 Gonfalone: Drappo di rosso… |                            |
|                                                       | Grisolia Leone in posizione eretta, collocato sopra la cima di una catena montuosa ed in alto la scritta GRISOLIA (ΥΡΙΣОΛΙΑ) in greco antico. Il tutto racchiuso in uno stemma con, sullo sfondo, i colori sociali del Comune (azzurro e bianco). Gonfalone: Drappo di rosso… |                            |
|                                                       | Guardia Piemontese D'argento, alla torre di rosso, chiusa, murata di nero, merlata di cinque alla guelfa e sormontata da una stella d'azzurro di sei raggi. Ornamenti esterni da Comune D.P.R. 18 maggio 1976, trascritto nel Registro Araldico dell'Archivio centrale dello Stato il 23 agosto 1976 Gonfalone: Drappo partito di azzurro e di rosso… |                            |
|                                                       | Lago D'oro ai tre monti al naturale di verde, i due laterali uscenti dai lati e quello centrale caricato in punta da un paese del primo; alla campagna d'argento. Il tutto caricato da due corsi d'acqua, d'azzurro fluttuosi d'argento, l'uno in banda, l'altro in sbarra, moventi dai lembi del capo verso la punta ove si uniscono. Ornamenti esteriori di comune. D.P.R. del 24 marzo 1981 Gonfalone: Drappo troncato di verde e di giallo… |                            |
| Stemma in forma sannitica                             | Laino Borgo D'azzurro, a tre cotisse d'argento poste in scaglione, accompagnate sotto da tre monti di verde, quello di mezzo più alto, e sopra dalla lettera L, d'argento, accostata da sei bisanti d'oro disposti tre e tre in scaglione e sormontata da un crescente rovesciato d'argento, cui sovrasta una corona d'oro di quattro fioroni (tre visibili) alternati da quattro gruppi (due visibili) di tre perle ciascuno. Ornamenti esteriori da Comune. D.P.C.M. 3 giugno 1958, trascritto nel Registro Araldico dell'Archivio Centrale dello Stato il 24 giugno 1958 Gonfalone: Drappo di rosso… |                            |
|                                                       | Laino Castello D'argento alla Torre di rosso merlata di quattro alla guelfa, accostata all'altezza della merlatura da due stelle d'oro raggiate di sei, sostenuta da un monte all'italiana di verde caricato dalla lettera L in caratteri lapidari Romani, accostati da due bisanti, il tutto d'argento, a quattro guglie di rosso , due per parte; Il tutto sulla campagna arcuata troncata : a) ritroncata di oro e di rosso; b) d'argento, al monte all'italiana di verde su di un mare di azzurro. Gonfalone: Drappo di rosso… |                            |
|                                                       | Lappano D'oro, alla croce latina di verde (con la sommità e con la traversa ritrinciata e con il piede munito di quattro punte triangolari poste a ventaglio e con il vertice all'ingiù, a guisa di radici stilizzate), accompagnata da due gemme di rosso. Gonfalone: Drappo di rosso, di forma rettangolare, sfrangiato al bordo inferiore; nella parte superiore la scritta "Comune di Lappano", al centro del gonfalone, fra la corona murale e la corona floreale, compare lo scudo comunale. |                            |
|                                                       | Lattarico D'oro, al gallo ardito, policromo al naturale, accompagnato in capo dalla lettera maiuscola L, di azzurro. Ornamenti esteriori da Comune. D.P.R. del 30 ottobre 2008 Gonfalone: Drappo di azzurro… |                            |
|                                                       | Longobardi |                            |
|                                                       | Longobucco Partito di rosso e di verde, al tempietto, scalinato di due,, con alta cupola tondeggiante, con due colonne laterali ioniche, d'oro, finestrato con finestrella tonda di argento, chiuso dello stesso. Sotto lo scudo, su lista bifida e svolazzante di rosso, il motto, in lettere maiuscole di argento, TEMESEN ANTIQUUM NOMEN MEUM. D.P.R. del 22 giugno 2005 Gonfalone: Drappo partito di verde e di rosso, riccamente ornato di ricami d'argento e caricato dello stemma sopra descritto con la iscrizione centrata in argento, recante la denominazione del Comune. Le parti di metallo ed i cordoni saranno argentati. L'asta verticale sarà ricoperta di velluto dei colori del drappo, alternati, con bullette argentate poste a spirale. Nella freccia sarà rappresentato lo stemma del Comune e sul gambo inciso il nome. Cravatta con nastri tricolorati dai colori nazionali frangiati d'argento. |                            |
|                                                       | Lungro Uno scudo, sovrastato da una corona a nove torri, con la figura di un leone rampante su di uno scrigno a motivi ornamentali a fondo nero con quattro stelle. Lo scudo, inoltre, è circondato da due fronde di alloro e di quercia intrecciati. Gonfalone: Drappo d'azzurro bordato di bianco… |                            |
|                                                       | Luzzi |                            |
|                                                       | Maierà |                            |
|                                                       | Malito Di azzurro, alle tre bande diminuite, d'oro, le bande seconda e terza attraversate dalle tre montagne di verde, la montagna centrale più alta, con i declivi parzialmente celati dalle montagne laterali, la montagna posta a sinistra con i declivi intieramente visibili, la montagna posta a destra con il declivio sinistro parzialmente celato, esse montagne fondate in punta, quelle laterali uscenti dai fianchi; al capo di rosso, sostenuto dalla fascia diminuita d'oro e caricato da tre rocchi d'argento. Ornamenti esteriori da Comune. D.P.R. del 20 ottobre 1998, trascritto nel Registro Araldico dell'Archivio Centrale dello Stato il 16 novembre 1998 |                            |
|                                                       | Malvito D'azzurro, a cinque fiori di malva stellati al naturale, posti a ventaglio, nodriti sulla cima di un monte d'oro movente dalla punta. Ornamenti esteriori da Comune. D.P.R. del 19 aprile 1968, trascritto nel Registro Araldico dell'Archivio Centrale dello Stato il 25 ottobre 1968 Gonfalone: Drappo di azzurro… |                            |
|                                                       | Mandatoriccio Di argento, al leone di azzurro, con l'arto posteriore sinistro sostenuto dal colle centrale del monte di tre colli alla tedesca, fondato in punta, di verde. Ornamenti esteriori del Comune. Gonfalone: Drappo di azzurro riccamente ornato di ricami di argento e caricato dallo stemma comunale con la iscrizione centrata in argento, recante la denominazione del Comune. Le parti di metallo ed i cordoni saranno argentati. L'asta verticale sarà ricoperta di velluto azzurro con bullette argentate poste a spirale. Nella freccia sarà rappresentato lo stemma del Comune e sul gambo inciso il nome: Cravatta con nastri tricolorati dai colori Nazionali frangiati d'argento. |                            |
|                                                       | Mangone Di rosso, al monte all'italiana di tre colli, di verde, fondato in punta, accompagnato in capo dalle tre stelle di otto raggi, male ordinate, d'oro”, con ornamenti esteriori da comune: una corona grigia con interno rosso in alto e due ramoscelli, uno di quercia l'altro di alloro, intrecciati e legati da un nastro tricolore in basso. D.P.R. del 24 aprile 1997 Gonfalone: Drappo di giallo, riccamente ornato di ricami di argento e caricato dallo stemma sopra descritto con l'iscrizione centrale in argento, recante la denominazione del Comune. Le parti di metallo ed i cordoni saranno argentati. L'asta verticale sarà ricoperta di velluto giallo, con bullette argentate poste a spirale. Nella freccia sarà rappresentato lo stemma del Comune e sul gambo inciso il nome. Cravatta con nastri ricolorati dai colori nazionali frangiati d'argento. |                            |
|                                                       | Marano Marchesato D.P.R. del 24 giugno 1974 Gonfalone: Drappo di rosso… |                            |
|                                                       | Marano Principato |                            |
|                                                       | Marzi D'argento, alla croce di rosso, accantonata nel Primo da un ramo di pianta sradicata di legumi di verde; ulivo al naturale, fruttato di tre d'oro; nel Secondo da un grappolo d'uva d'oro, pampinoso; nel Terzo da una nel Quarto da un ramo di mandorlo in sbarra fogliato e fiorito al naturale. Ornamenti esteriori da Comune. D.P.R. del 24 maggio 1976, trascritto nel Registro Araldico dell'Archivio Centrale dello Stato il 23 agosto 1976 Gonfalone: Drappo drappo partito di bianco e di rosso riccamente ornato di ricami d'argento e caricato dello stemma sopra descritto con l'iscrizione centrata in argento: Comune di Marzi. Le parti di metallo ed i cordoni saranno argentati. L'asta verticale sarà ricoperta di velluto dei colori del drappo alternati con bullette argentate poste a spirale. Nella freccia sarà rappresentato lo stemma del comune e sul gambo inciso il nome. Cravatte e nastri ricolorati dai colori nazionali frangiati d'argento. |                            |
|                                                       | Mendicino D'azzurro, ai tre monti di verde nascenti dalla punta e ordinati in fascia, sormontati ciascuno da una torre al naturale, merlata alla guelfa, aperta e finestrata di nero; la mediana più alta, il tutto sormontato da una stella d'argento raggiata. D.P.C.M. del 12 ottobre 1960 Gonfalone: Drappo di colore azzurro, riccamente ornato di ricami d'argento e caricato dello stemma comunale con l'iscrizione centrata d'argento. D.P.R. del 16 gennaio 1961 |                            |
|                                                       | Mongrassano Di rosso, all'aquila d'oro, allumata e linguata di rosso, accompagnata nel canton destro del capo dalla mitria d'argento. Ornamenti esteriori da Comune. D.P.R. dell'11 luglio 2006 |                            |
|                                                       | Montalto Uffugo Cinque colli con corona posta su un prato verde, circondato da due ramoscelli (uno di alloro, l'altro di quercia) legati da un fiocco. Lo stemma contiene anche sovrapposto un castello e la scritta «Comune di Montalto Uffugo». Gonfalone: Drappo partito di bianco e di azzurro… |                            |
|                                                       | Montegiordano |                            |
|                                                       | Morano Calabro Una testa di moro di profilo con barba e coperta da un berretto conico, contornata dalla scritta “VIVAT SUB UMBRA”. Gonfalone: Drappo di bianco… |                            |
|                                                       | Mormanno Gonfalone: Drappo di azzurro… |                            |
|                                                       | Mottafollone D'argento, al granchio montante di nero, accompagnato da tre colli all'italiana, fondati in punta, uniti, il centrale più elevato, di verde. Ornamenti esteriori da Comune. D.P.R. 18 marzo 1985, trascritto nei Registri dell'Ufficio Araldico il 28 giugno 1985 Gonfalone: Drappo partito di bianco e di nero… |                            |
|                                                       | Nocara Di azzurro, al noce sradicato, d'oro, sormontato dalla stella di sei raggi, d'argento. D.P.R. del 18 maggio 1995 Gonfalone: Drappo di giallo… |                            |
|                                                       | Oriolo D'azzurro, al San Giorgio di carnagione, vestito di tunica bianca, con corazza d'oro e clamide di rosso, abbottonata sulla spalla destra, con elmo d'oro ornato di piume dello stesso, con calighe d'oro; cavalcante il cavallo bianco impennato, bardato d'oro e di rosso; impugnante la lancia d'oro con impugnatura a croce, con cui ha trafitto le fauci, vomitanti fiamme di rosso, del drago di verde, con il collo legato dalla fune d'oro e con la testa posta in sbarra; il tutto accompagnato a destra dalla fanciulla di carnagione, con la mano destra alzata, vestita di tunica bianca e di sopravveste di porpora, orlate di oro, con il capo coperto dal velo di rosso avvolgente in vita la fanciulla e scendente fino ai piedi. Ornamenti esteriori da Comune. D.P.R. del 12 ottobre 1985 Gonfalone: Drappo di rosso riccamente ornato di ricami d'argento e caricato dello stemma sopra descritto con la iscrizione centrata in argento: Comune di Oriolo. |                            |
|                                                       | Orsomarso Sormontato da una corona, all'interno tre torri e sottostante un orso, racchiuso da due ramoscelli di alloro. |                            |
|                                                       | Paludi Partito: il PRIMO, troncato dalla fascia diminuita, di rosso: a) d'argento, alla croce a tau, di nero, b) d'oro, al ramoscello di olivo, fogliato di dodici, di verde, posto in banda, fruttato di tre, di nero; il SECONDO, di azzurro, alla colonna ionica, d'oro, fondata sulla pianura, di rosso. Ornamenti esteriori da Comune. D.P.R. 28 novembre 2003 Gonfalone: Drappo di giallo… |                            |
|                                                       | Panettieri Semipartito troncato: Il PRIMO, d'argento, alla croce ramponata di nero (simbolo della Regione Calabria). Il SECONDO, di verde, alla campana d'oro (simbolo di fratellanza), legata di rosso. Il TERZO, di azzurro, ai tre ricci di castagna (che rappresentano la produzione agricola locale) bene ordinati, d'oro, ognuno fogliato di quattro, dello stesso. Sotto lo scudo, su lista bifida e svolazzante di azzurro, il motto in lettere maiuscole di nero: HUMILITAS (che è il motto di San Carlo Borromeo, Santo Patrono del paese). Ornamenti da Comune. D.P.R. del 19 luglio 1999 Gonfalone: Drappo di giallo, riccamente ornato di ricami d'argento e caricato dallo Stemma, con l'iscrizione centrata in argento recante la denominazione del Comune. Le parti di metallo e i cordoni sono argentati. L'asta verticale è ricoperta di velluto giallo con bullette argentate poste a spirale. Nella freccia è rappresentato lo Stemma del Comune e sul gambo è inciso il nome. Cravatta con nastri tricolorati dai colori nazionali frangiati di argento.                                                                                     |                            |
| Stemma come da concessione Stemma in uso fino al 1954 | Paola Effigie di San Francesco di Paola, vecchio, con saio dell'Ordine, con mani giunte in atto di preghiera, bastone poggiato a sinistra ed aureola, nell'angolo in alto a destra la scritta del Suo motto "CA-RI-TAS". Il fondo è azzurro. Gonfalone: Drappo di azzurro… | Stemma come da concessione |
|                                                       | Papasidero Gonfalone: Drappo troncato di bianco e di azzurro… |                            |
|                                                       | Parenti Di azzurro, al ramoscello di verde, posto in palo, munito di tredici foglie, sei per parte, la tredicesima posta in palo sulla sommità, esso ramoscello nodrito nel colle all'italiana, di rosso, unito a due altri simili colli, dello stesso, meno alti e meno larghi, i tre colli fondati in punta, il tutto accompagnato da due stelle di otto raggi, d'oro, una e una, poste all'altezza del punto d'onore. Ornamenti esteriori da Comune. D.P.R. del 7 marzo 2001 Gonfalone: Drappo di giallo… |                            |
|                                                       | Paterno Calabro Di colore azzurro ha in primo piano tre campanili di colore argento a due palchi murati e chiusi di nero. Quella centrale è più alta. Tutte e tre sono coperti da una calotta semisferica con in alto una croce e poggiano su tre gradoni di colore argento. Ornamenti esteriori da comune. Gonfalone: Drappo partito di bianco e azzurro riccamente ornato con ricami argentati e caricato dello stemma. Iscrizione centrata in argento: Comune di Paterno Calabro. Frange e cordoni argentati. Cravatta e nastri tricolorati dai colori nazionali. |                            |
|                                                       | Pedivigliano D'azzurro, al monte d'oro di cinque cime ordinate in fascia, accompagnato in capo da una stella d'argento. Ornamenti esteriori da Comune. D.P.R. del 1º maggio 1972, trascritto nel Registro Araldico dell'Archivio Centrale dello Stato il 12 giugno 1972 Gonfalone: Drappo troncato di giallo e di azzurro… |                            |
|                                                       | Piane Crati |                            |
|                                                       | Pietrafitta Gonfalone: Drappo troncato di giallo e di azzurro… |                            |
| Stemma precedentemente in uso                         | Pietrapaola Gonfalone: Drappo di giallo alla bordatura di verde… |                            |
|                                                       | Plataci Campo di cielo, all'albero di verde, fustato al naturale, nodrito nella pianura di verde, sostenuto a sinistra dal leone d'oro, con entrambe le zampe anteriori appoggiate sul tronco, esso albero accompagnato a destra da tre stelle di otto raggi, d'oro, ordinate in palo. Ornamenti esteriori da Comune. D.P.R. del 16 luglio 1996 Gonfalone: drappo partito di verde e di giallo… |                            |
|                                                       | Praia a Mare |                            |
|                                                       | Rende |                            |
|                                                       | Rocca Imperiale |                            |
|                                                       | Roggiano Gravina |                            |
|                                                       | Rogliano Di rosso, alla stella di cinque raggi, d'oro, posta nel punto d'onore, accompagnata dal j monte alla tedesca, di cinque colli, dello stesso, fondato in punta. Ornamenti esteriori da Comune. D.P.R. del 2 ottobre 1995, trascritto nel Registro Araldico dell'Archivio Centrale dello Stato 18 ottobre 1995 Gonfalone: Drappo di giallo… |                            |
|                                                       | Rose |                            |
|                                                       | Roseto Capo Spulico Di azzurro, a tre fiori di sei petali di argento, il mediano più elevato, gambuti e fogliati di verde uscenti dal fianco sinistro dello scudo. Ornamenti esteriori da Comune. D.P.R. dell'11 maggio 1963, trascritto nel Registro Araldico dell'Archivio Centrale dello Stato il 30 ottobre 1963 Gonfalone: Drappo di bianco… |                            |
|                                                       | Rota Greca Di rosso alla ruota d'oro di otto raggi, accompagnato nel cantone destro del capo da un'aquila spiegata di nero. Gonfalone: Drappo partito di giallo e di rosso… |                            |
|                                                       | Rovito D'azzurro, al leone illeopardito, fermo d'oro, allumato di rosso, accompagnato da tre colli all'italiana uniti, il centrale più alto e più largo, fondati in punta, di verde; al capo d'oro, caricato dalla stella di otto raggi, d'azzurro. Ornamenti esteriori da Comune. D.P.R. del 16 gennaio 1995, trascritto nel Registro Araldico dell'Archivio centrale dello Stato il 3 marzo 1995 (in sostituzione degli emblemi conseguiti dal Comune con D.P.R. del 15 luglio 1983) Gonfalone: Drappo di giallo… |                            |
|                                                       | San Basile D'oro, alla figura di San Basilio, di carnagione, in maestà , mitrato d'argento, vestito con l'ampia tunica di verde, con le braccia allargate, benedicente con la mano destra, impugnante il pastorale di azzurro, posto in palo, con la mano sinistra. Ornamenti esteriori di Comune. D.P.R. del 18 gennaio 1988, trascritto nel Registro Araldico il 21 marzo 1988 Gonfalone: Drappo partito di bianco e di azzurro… |                            |
|                                                       | San Benedetto Ullano |                            |
|                                                       | San Cosmo Albanese |                            |
| Stemma in uso in precedenza                           | San Demetrio Corone D’azzurro, al San Demetrio cavalcante il cavallo d’argento, imbrigliato di nero, sellato d’oro, passante sulla pianura diminuita di verde; il Santo aureolato d’oro, con il capo coperto dall’elmo d’argento, con il viso, le gambe, le braccia di carnagione, vestito dalla tunica di verde, dalla corazza d’argento e dalla cappa svolazzante di rosso, calzato dalle calighe di cuoio al naturale; il Santo tenente con la mano destra la daga d’argento, guarnita di oro, posta in banda alzata, e con la sinistra la briglia e il crocefisso d’oro posto in banda; il tutto acconmpagnato nel canton sinistro del capo dalle lettere maiuscole puntate S e D, d’oro. Ornamenti esteriori da Comune. D.P.R. 8 gennaio 1997, trascritto nel Registro araldico dello Stato il 18 febbraio 1997 Stemma in uso in precedenza: Di rosso, all'aquila bicefala di nero, incoronata, dal volo spiegato. |                            |
|                                                       | San Donato di Ninea Montagna leggermente innevata sulla cima, con sopra una stella d'oro a sei punte. Gonfalone: Drappo troncato di giallo e di azzurro… |                            |
|                                                       | San Fili D'azzurro, al giglio d'oro accostato in capo da tre stelle d'argento di sei raggi ordinate in fascia e da tre monti all'italiana dello stesso nascenti dalla punta. Ornamenti esteriori da Comune. D.P.R. del 27 settembre 1962 e trascritto nel Registro Araldico dell'Archivio Centrale dello Stato il 19 dicembre 1962 Gonfalone: Drappo partito di bianco e di azzurro… |                            |
|                                                       | San Giorgio Albanese |                            |
| Stemma presente sul gonfalone con il pino di verde    | San Giovanni in Fiore Di verde, al pino laricio d'argento eradicato, attraversato dalla fascia posta in sbarra abbassata, caricata di tre stelle d'argento di cinque raggi poste a piombo, attraversante il capo d'azzurro accantonato nel canton destro dalla mitra al naturale e nel canton sinistro dalla cometa d'oro, ondeggiante in sbarra. Ornamenti esteriori di Comune. Gonfalone: Drappo troncato di verde e di azzurro… |                            |
|                                                       | San Lorenzo Bellizzi D.P.C.M. del 14 ottobre 1958 |                            |
|                                                       | San Lorenzo del Vallo Gonfalone: Drappo di rosso… |                            |
| Versione in uso                                       | San Lucido D'argento, alla torre di rosso a base trapezoidale aperta del campo, merlata di quattro alla guelfa e fondata su una campagna al naturale ondulata. Ornamenti esteriori da Comune. D.P.R. del 15 marzo 1963, trascritto nel Registro Araldico dell'Archivio Centrale dello Stato il 27 agosto 1963 Gonfalone: Drappo partito di rosso e di bianco… |                            |
|                                                       | San Marco Argentano Di azzurro, al leone di San Marco, d'oro, rivoltato, nimbato dello stesso, con la testa dì fronte, afferrante con le zampe anteriori il libro dei Vangeli aperto, d'argento, recante le parole in lettere maiuscole di nero, nella prima pagina, Pax Tibi Marce, nella seconda pagina, Evangelista Meus, esso leone sormontato dalla stella di cinque raggi, d'argento, e sostenuto dalla pianura di verde. Ornamenti esteriori da Comune. Gonfalone: Drappo di azzurro… |                            |
|                                                       | San Martino di Finita di azzurro, al San Martino con il viso, le braccia, le mani, le gambe di carnagione, con l'elmo d'oro, la tunica di rosso, il mantello di verde, con i calzari di cuoio al naturale, cavalcante il cavallo rivoltato, d'argento, con l'arto anteriore sinistro alzato, con i finimenti di nero, il Santo con il viso volto verso destra, nell'atto di tagliare il mantello con la spada d'argento impugnata dalla mano sinistra, la mano destra tenente alto il mantello, il tutto accompagnato dal mendico di carnagione, in piedi, visto per tre quarti di schiena, i fianchi cinti del cencio di verde, cappelluto e barbuto di argento, posto a destra, la testa e il tronco attraversanti il treno posteriore del cavallo, con le mani protese verso il Santo. Ornamenti esteriori da Comune. D.P.R. del 20 ottobre 1998 Gonfalone: Drappo di giallo… |                            |
|                                                       | San Nicola Arcella D'azzurro, allo specchio di mare, nel quale campeggia una scogliera movente dal fianco sinistro sostenente una basso torrione quadrangolare, accompagnato nel campo da monti digradanti nel mare. Alla destra del torrione, una navicella con vela bianca. Ornamenti esteriori da comune. D.P.R. dell'11 ottobre 1983, trascritto nel Registro Araldico dell'Archivio Centrale dello Stato il 23 gennaio 1984 Gonfalone: Drappo partito di bianco e di azzurro… |                            |
| Versione sannitica                                    | San Pietro in Amantea Gonfalone: drappo di bianco… |                            |
|                                                       | San Pietro in Guarano Troncato: il PRIMO, di rosso, alle due chiavi decussate, gli ingegni all'insù, la chiave in banda, d'oro, attraversante la chiave in sbarra, d'argento; il SECONDO, di azzurro, alle tre torri d'oro, murate di nero, finestrate e chiuse dello stesso, merlate alla guelfa di tre, fondate sulla pianura diminuita di verde. Ornamenti esteriori da Comune. D.P.R. del 2 ottobre 2006 Gonfalone: Drappo di bianco con la bordatura di rosso… |                            |
|                                                       | San Sosti D'oro al Santo di carnagione, vestito di bianco, scalzo, aureolato d'azzurro, benedicente con la mano destra, impugnante con la mano sinistra la palma di verde posta in sbarra. Ornamenti esteriori da Comune D.P.R. n. 3134 del 12 aprile 1984, trascritto nel Registro Araldico dell'Archivio Centrale dello Stato il 18 ottobre 1984 Gonfalone: Drappo troncato di azzurro e di bianco… |                            |
|                                                       | San Vincenzo La Costa Figura del Santo patrono "San Vincenzo Martire" che tiene nella mano destra un ramo di palma. La figura del Santo è racchiusa al centro di uno scudo gentilizio sovrastato da una corona a forma di torre composta da nove merli: lo scudo gentilizio è ornato, sul lato sinistro da un ramo di alloro e su quello destro da uno di quercia. I due rami si incrociano nella parte inferiore e sono tenuti insieme da un nastro tricolore annodato. |                            |
|                                                       | Sangineto |                            |
|                                                       | Sant'Agata di Esaro D'azzurro, alla figura di Sant'Agata, vestita di bianco, aureolata d'oro, impugnante con la sinistra un ramo di giglio fiorito di quattro al naturale, posto in palo; il tutto attraversante un maialino, pure al naturale, fermo e rivoltato. Ornamenti esteriori da Comune. D.P.R. dell'11 giugno 1980 Gonfalone: Drappo partito di giallo e d'azzurro… |                            |
|                                                       | Santa Caterina Albanese |                            |
|                                                       | Santa Domenica Talao Gonfalone: Drappo partito di bianco e di verde… |                            |
|                                                       | Santa Maria del Cedro Vi sono raffigurati la Madonna, il frutto del cedro ed una colonna greca, con alla base il mare. Gonfalone: Drappo di azzurro… |                            |
|                                                       | Santa Sofia d'Epiro Gonfalone: Drappo partito di bianco e di rosso… |                            |
|                                                       | Santo Stefano di Rogliano Partito: nel primo, di azzurro, all'effigie di Santo Stefano, in maestà, il viso, il collo, le mani di carnagione, la testa volta verso sinistra, aureolata d'oro, capelluta di nero, il Santo vestito con il camice d'argento e con la dalmatica di rosso, guarnita d'oro, tenente con la mano destra la pietra di nero, strumento del martirio, con la mano sinistra la palma di verde, posta in sbarra alzata, essa effigie sostenuta dalla pianura di rosso; nel secondo, d'oro, alla torre di rosso, mattonata di nero, merlata alla guelfa di cinque, finestrata di due, in palo, dello stesso, chiusa di nero, sulla pianura di verde. Ornamenti esteriori da Comune. D.P.R. del 21 aprile 1999, trascritto nel Registro Araldico il 20 maggio 1999 Gonfalone: Drappo di giallo… |                            |
|                                                       | Saracena D'oro ad una figura di donna di carnagione, crinita di nero, parzialmente coperta da un manto d'azzurro svolazzante, impugnante con la mano destra uno stiletto d'argento. Ornamenti esteriori da comune. D.P.R. del 5 novembre 1981 Gonfalone: Drappo d'azzurro riccamente ornato di ricami d'argento e caricato dello stemma sopra descritto con l'iscrizione centrata in argento: Comune di Saracena. |                            |
|                                                       | Scala Coeli Gonfalone: Drappo appuntato troncato di giallo e di verde… |                            |
|                                                       | Scalea Inquartato, comprende i simboli: una torre, una donna a petto nudo con bilancia e spighe di grano, un omino con delfino in braccio, una scala con tre stelle. I colori dello stemma sono il giallo-oro, il rosso e l'azzurro. Gonfalone: Drappo di azzurro… |                            |
|                                                       | Scigliano |                            |
|                                                       | Serra d'Aiello Di azzurro, al bue pezzato, fermo su una collina dì verde; al capo d'argento. caricato di un covone di grano fruttato e fogliato al naturale. Ornamenti esteriori da Comune. D.P.R. del 14 ottobre 1958, trascritto nel Registro Araldico dell'Archivio Centrale dello Stato il 7 gennaio 1959 Gonfalone: drappo partito di bianco e di azzurro… |                            |
|                                                       | Spezzano Albanese Troncato: nel PRIMO, di rosso, all'aquila bicipite di nero, con il volo abbassato, rostrata e armata d'oro; nel SECONDO, di verde, alle tre fasce ondate, di argento. Ornamenti esteriori da Comune. D.P.R. del 21 novembre 1995, trascritto nel Registro Araldico dell'Archivio Centrale dello Stato il 7 dicembre 1995, trascritto nel Registro Araldico dell'Archivio Centrale dello Stato il 7 dicembre 1995 Gonfalone: Drappo di bianco… |                            |
|                                                       | Spezzano della Sila D'argento alla coppa d'oro dalla quale emerge un putto di carnagione, sostenente una cornucopia con tre spighe di grano al naturale. Ornamenti esteriori da Comune. D.P.R. del 4 giugno 1973 |                            |
|                                                       | Tarsia Di verde, al cavallo gaio di colore nero, passante sulla pianura di rosso. Gonfalone: Drappo di rosso… |                            |
|                                                       | Terranova da Sibari D'azzurro, al cane d'oro, passante su tre colli all'italiana, uniti il centrale più alto, fondati in punta, d'argento, sormontato dalla stella di otto raggi, dello stesso. Ornamenti esteriori da Comune. Gonfalone: Drappo partito di bianco e di giallo riccamente ornato di ricami d'argento e caricato dello stemma sopra descritto con l'iscrizione centrata in argento recante la denominazione del Comune. Le parti di metallo ed i cordoni saranno argentati. L'asta verticale sarà ricoperta di velluto dei colori del drappo, alternati, con bullette argentate poste a spirale. Nella faccia sarà rappresentato lo stemma del Comune e sul gambo inciso il nome. Cravatta con nastri tricolorati dai colori nazionali frangiati d'argento. D.P.R. del 18 febbraio 1987 |                            |
|                                                       | Terravecchia Di cielo, alla torre di rosso, mattonata di nero, merlata alla guelfa di quattro, chiusa dello stesso, fondata sul monte alla tedesca di tre colli, di verde, esso monte fondato sulla campagna di azzurro, fluttuosa di argento; la torre accompagnata nel canton destro del capo dalla cometa d'oro, formata dalla stella di cinque raggi con la coda ondeggiante in banda all'ingiù. Ornamenti esteriori da Comune Gonfalone: Drappo di rosso… D.P.R. del 21 giugno 2010 |                            |
|                                                       | Torano Castello Di azzurro, a destra alla torre d'oro, murata di nero, con copertura conica d'oro e finestra di nero a mezza altezza, fondata sulla pianura di rosso, a sinistra un toro furioso di nero cornato d'oro, allumato di rosso con gli arti posteriori sostenuti dalla pianura e quelli anteriori sollevati. Ornamenti esteriori da comune. |                            |
|                                                       | Tortora D'azzurro a due tortore al naturale affrontate e sostenute dalle vette laterali di tre monti all'italiana d'argento, quello centrale più elevato e sormontato da una stella d'oro raggiata di otto, accompagnata in capo da una corona all'antica pure d'oro. Ornamenti esteriori da Comune. D.P.R. del 30 aprile 1982, trascritto nel Registro Araldico dell'Archivio Centrale dello Stato il 10 luglio 1982 Gonfalone: Drappo partito di bianco e di giallo riccamente ornato di ricami d'argento e caricato dello stemma civico con la iscrizione centrata in argento: Comune di Tortora. Le parti di metallo ed i cordoni saranno argentati. L'asta verticale sarà ricoperta di velluto dei colori del drappo, alternati, con bullette argentate poste a spirale. Nella freccia sarà rappresentato lo stemma del Comune e sul gambo inciso il nome. Cravatta e nastri tricolorati dai colori nazionali frangiati d'argento. |                            |
|                                                       | Trebisacce D'oro, al mare d'azzurro, fluttuoso d'argento, accompagnato in capo dal sole di rosso. Ornamenti esteriori da Comune. Gonfalone: Drappo troncato d'azzurro e di giallo… |                            |
|                                                       | Vaccarizzo Albanese D'oro, raffigurante una vacca, rivoltata, ferma su una collina verde, sormontata da cinque stelle azzurre. Ornamenti esteriori da Comune. D.P.C.M. del 29 settembre 1966, trascritto nel Registro Araldico il 19 dicembre 1966 Gonfalone: Drappo di giallo… |                            |
|                                                       | Verbicaro D.P.R. del 7 dicembre 1964, registrato alla Corte dei Conti in data 3 marzo 1965, trascritto nei registri dell'Ufficio Araldico in data 9 marzo 1965 e nel registro Araldico dell'Archivio Centrale dello Stato in data 3 aprile 1965 |                            |
|                                                       | Villapiana Scudo blu nel quale campeggia uno stilizzato albero di agrumi al cui tronco sono attorcigliate due bisce, sovrastato da una corona che raffigura la parte superiore di una torre. Il tutto adornato da due rami di ulivo e di quercia, ornamenti esteriori da Comune. Gonfalone: Drappo partito di bianco e di azzurro, riccamente ornato di ricami d'argento e caricato dello stemma sovrastato dalla scritta centrale sempre in argento recante la denominazione del Comune. Le parti in metallo ed i cordoni sono in oro. Nella freccia è rappresentato lo stemma del Comune e sul gambo inciso il nome. Cravatta e nastri tricolorati dai colori nazionali frangiati d'oro. |                            |
|                                                       | Zumpano D'azzurro, alla torre d'oro, murata di nero, merlata alla guelfa di cinque, fondata sulla pianura di verde, attraversata nella parte basamentale da due leoni illeoparditi, fermi, addossati, al naturale, linguati di rosso, con le code alzate e curvate caricanti la torre, essi leoni sostenuti dalla pianura. Ornamenti esteriori da Comune. Gonfalone: Drappo di rosso, riccamente ornato di ricami d'oro e caricato dello stemma comunale con l'iscrizione centrata in oro "Comune di Zumpano". Le parti di metallo e i cordoni sono argentati. Nella freccia è rappresentato lo stemma del comune e sul gambo è inciso il nome. Cravatta con nastri tricolorati dai colori nazionali frangiati d'oro. |                            |

## Ex comuni
| Stemma                          | Ex Comune e blasonatura | Gonfalone |
| ------------------------------- | --- | --------- |
|                                 | Casole Bruzio (dal 5 maggio 2017 soppresso per la costituzione del comune di Casali del Manco) D'azzurro, ad un abete d'oro sradicato, sormontato da tre stelle di argento (6) ordinate (1, 2). Ornamenti esteriori da Comune D.P.R. del 19 gennaio 1977, trascritto nel Registro Araldico dell'Archivio Centrale dello Stato il 19 febbraio 1977 Gonfalone: Drappo partito di bianco e di giallo...                                              |           |
|                                 | Pedace (dal 5 maggio 2017 soppresso per la costituzione del comune di Casali del Manco) Gonfalone: Drappo partito di bianco e di rosso… |           |
|                                 | Serra Pedace (dal 5 maggio 2017 soppresso per la costituzione del comune di Casali del Manco) Una torre d'oro, fondata sulla vetta centrale del monte alla tedesca, sormontata da una cometa d'argento e da tre stelle d'oro |           |
|                                 | Spezzano Piccolo (dal 5 maggio 2017 soppresso per la costituzione del comune di Casali del Manco) Fondato in punta. Su sfondo azzurro rappresenta monte con tre vette che si erge dalle acque. Su ogni cima spicca un germoglio. Ornamenti esterni da comune D.P.R. del 19 gennaio 1966 |           |
|                                 | Trenta (dal 5 maggio 2017 soppresso per la costituzione del comune di Casali del Manco) Tre colline sormontate da una quercia cinta da una vite |           |
|                                 | Corigliano Calabro (dal 2018 soppresso per la costituzione del comune di Corigliano-Rossano) Un calice contenente un cuore, in campo azzurro, con la scritta "cor bonum" contornato da due cornucopie e sormontato da una corona Gonfalone: Drappo di azzurro… |           |
| Versione aulica talvolta in uso | Rossano (dal 2018 soppresso per la costituzione del comune di Corigliano-Rossano) D'azzurro, alle quattro conchiglie e ai cinque gigli, d'oro, ordinati in tre fasce, la prima e la terza formata da due conchiglie e dal giglio centrale, la seconda da tre gigli. Ornamenti esteriori da città D.P.R. dell'11 ottobre 1999, trascritto nel Registro Araldico dell'Archivio Centrale dello Stato il 6 novembre 1999 Gonfalone: Drappo di giallo… |           |